# Гассіно-Торинезе
Гассіно-Торинезе, Ґассіно-Торинезе (італ. Gassino Torinese, п'єм. Gasso) — муніципалітет в Італії, у регіоні П'ємонт,  метрополійне місто Турин.
Гассіно-Торинезе розташоване на відстані близько 530 км на північний захід від Рима, 12 км на північний схід від Турина.
Населення — 9459 осіб (2014).
Щорічний фестиваль відбувається 8 вересня. Покровитель — Natività di Maria Vergine.

## Демографія
Населення за роками:

Станом на 1 січня 2023 року в муніципалітеті офіційно проживало 708 іноземців з 45 країн, серед них 499 громадян країн Євросоюзу та 12 громадян України.

## Сусідні муніципалітети
- Кастільйоне-Торинезе
- Монтальдо-Торинезе
- Павароло
- Ривальба
- Сан-Раффаеле-Чимена
- Шьольце
- Сеттімо-Торинезе